# Pealius kankoensis
Pealius kankoensis es un insecto hemíptero de la familia Aleyrodidae, con una subfamilia: Aleyrodinae.
Fue descrita científicamente por primera vez por Takahashi en 1933.